# Mahasti
Eftechar Dadebala (pers. ‏افتخار دده‌بالا‎), znana jako Mahasti (pers. ‏مهستی‎, ur. 16 listopada 1946, zm. 25 czerwca 2007) – perska piosenkarka popowa, młodsza siostra Hajede. Po irańskiej rewolucji islamskiej wyjechała do Wielkiej Brytanii, następnie zaś do USA (1981).